# CKG48
CKG48(씨케이지포티에이트)는 중화인민공화국의 충칭 시를 중심으로 활동하는 여성 아이돌 그룹이다.

## 개요

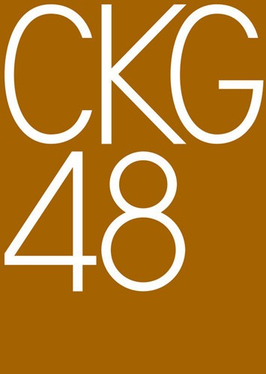
CKG48의 로고 (이전 버전, 2017년 10월 ~ 2023년 6월 2일)

SNH48의 자매 그룹의 하나이다. 「CKG」라는 이름은 충칭 시의 대표 지역의 충칭(Chungking)에서 유래했다.
멤버중에는 년도가 표기가 안돼어 있는 멤버가 있다.

## 약력
2017년
- 6월 2일, "제4회 SNH48 선발 총선거"에서 CKG48의 결성을 발표하였다. 동시에 1기생 멤버 모집[1].
- 7월 29일, SNH48 9기생, BEJ48 4기생, GNZ48 4기생, SHY48 4기생, CKG48 2기생 등 SNH48 그룹 역사 최대로 본격 활동할 예정이다.

2019년
- 1월 19일, "제5회 리퀘스트 타임 BEST 50"에서 SHY48와 함께 그룹 해산을 발표했다.
- 3월 3일, IDOLS Ft 멤버 중 18명이 그룹을 재결성되었다.[2]

## 멤버

### 정규 멤버
※ 전원 20명, IDOLS Ft의 멤버.
| 이름   | 한글 표기  | 병음 표기     | 생년월일               | 가입기         | 소속사                       | 비고     |
| ------ | ---------- | ------------- | ---------------------- | -------------- | ---------------------------- | -------- |
| 曹露丹 | 차오루단   | Cáo Lùdān     | 5월 23일               | 3기            | 충칭 구상 연예 경기 유한공사 |          |
| 邓倩   | 덩첸       | Dèng Qiàn     | 1999년 5월 21일(26세)  | 1기            | 충칭 구상 연예 경기 유한공사 |          |
| 黄琬璎 | 황완잉     | Huáng Wǎnyīng | 3월 24일               | 1기            | 충칭 구상 연예 경기 유한공사 |          |
| 李慧   | 리후이     | Lǐ Huì        | 1996년 11월 8일(28세)  | SHY48 1기      | 충칭 구상 연예 경기 유한공사 | 최연장자 |
| 赖俊亦 | 라이쥔이   | Lài Jùnyì     | 2002년 7월 28일(23세)  | GNZ48 2기      | 충칭 구상 연예 경기 유한공사 |          |
| 雷宇霄 | 레이위샤오 | Léi Yǔxiāo    | 2002년 11월 3일(22세)  | 1기            | 충칭 구상 연예 경기 유한공사 |          |
| 毛译晗 | 마오이한   | Máo Yìhán     | 11월 27일              | 1기            | 충칭 구상 연예 경기 유한공사 |          |
| 孟玥   | 멍웨       | Mèng Yuè      | 3월 11일               | 1기            | 충칭 구상 연예 경기 유한공사 |          |
| 彭榆涵 | 펑위한     | Péng Yúhán    | 1999년 1월 18일(26세)  | 3기/SNH48 10rl | 충칭 구상 연예 경기 유한공사 |          |
| 谯玉珍 | 차오위전   | Qiáo Yùzhēn   | 1996년 12월 26일(28세) | 1기            | 충칭 구상 연예 경기 유한공사 |          |
| 田密   | 톈미       | Tián Mì       | 1월 15일               | 3기            | 충칭 구상 연예 경기 유한공사 |          |
| 田倩兰 | 톈첸란     | Tián Qiànlán  | 1998년 1월 17일(27세)  | 1기            | 충칭 구상 연예 경기 유한공사 |          |
| 王梦竹 | 왕멍주     | Wáng Mèngzhú  | 12월 29일              | 1기            | 충칭 구상 연예 경기 유한공사 |          |
| 魏小燕 | 웨이샤오옌 | Wèi Xiǎoyàn   | 2월 21일               | 2기            | 충칭 구상 연예 경기 유한공사 |          |
| 吴学雨 | 우쉐위     | Wú Xuéyǔ      | 4월 15일               | 1기            | 충칭 구상 연예 경기 유한공사 |          |
| 鄢羽蝶 | 옌위뎨     | Yān Yǔdié     | 2000년 5월 10일(25세)  | GNZ48 6기      | 상해 구상 연예 경기 유한공사 |          |
| 杨允涵 | 양윈한     | Yáng Yǔnhán   | 3월 17일               | SHY48 1기      | 충칭 구상 연예 경기 유한공사 |          |
| 曾佳   | 쩡자       | Zēng Jiā      | 1999년 10월 24일(25세) | 1기            | 충칭 구상 연예 경기 유한공사 |          |
| 左欣   | 쭤신       | Zuǒ Xīn       | 2001년 12월 24일(23세) | 1기            | 충칭 구상 연예 경기 유한공사 |          |
| 张幼柠 | 장유닝     | Zhāng Yòuníng | 10월 27일              | SHY48 1기      | 충칭 구상 연예 경기 유한공사 |          |

### 휴업
| 이름   | 한글 표기  | 병음 표기    | 생년월일              | 가입기    | 비고   |
| ------ | ---------- | ------------ | --------------------- | --------- | ------ |
| 艾芷亦 | 아이즈이   | Ài Zhǐyì     | 2000년 5월 8일(25세)  | 1기       | 팀K    |
| 李恩锐 | 리언루이   | Lǐ Ēnruì     | 1996년 5월 18일(29세) | 1기       | 팀C    |
| 李泽亚 | 리쩌야     | Lǐ Zéyà      | 12월 27일             | 1기       | 팀C    |
| 刘炅然 | 류중란     | Liú Jiǒngrán | 1994년 9월 2일(30세)  | SNH48 3기 | 팀K    |
| 樊曦月 | 판시웨     | Fán Xīyuè    | 2월 22일              | 1기       | 팀K    |
| 陶菀瑞 | 타오완루이 | Táo Wǎnruì   | 1997년 6월 25일(28세) | 1기       | 팀C    |
| 吴晓桐 | 우샤오퉁   | Wú Xiǎotóng  | 12월 7일              | 2기       | 예비생 |
| 夏文倩 | 샤원첸     | Xià Wénqiàn  | 1998년 9월 20일(26세) | 1기       | 팀K    |
| 余梦露 | 위멍루     | Yú Mènglù    | 12월 30일             | 2기       | 예비생 |
| 章宇阳 | 장위양     | Zhāng Yǔyáng | 8월 18일              | 1기       | 팀K    |
| 周源   | 저우위안   | Zhōu Yuán    | 10월 24일             | 1기       | 팀C    |
| 邹冰清 | 쩌우빙칭   | Zōu Bīngqīng | 11월 1일              | 2기       | 예비생 |

## 디스코그래피

### EP
| 매              | 발매일           | 타이틀                 | 발매 형태       | 레코드 No:      | 비고            |                 |
| OB Music 레이블 | OB Music 레이블  | OB Music 레이블        | OB Music 레이블 | OB Music 레이블 | OB Music 레이블 | OB Music 레이블 |
| --------------- | ---------------- | ---------------------- | --------------- | --------------- | --------------- | --------------- |
| 1               | 2017년 12월 24일 | 신적유막(新的帷幕)     | CD 무           | SNH11101110     | 표준판 연증판   |                 |
| 2               | 2018년 3월 26일  | 분포적미래(奔跑的未来) | CD 무           | CKG99100118     | 표준판 연증판   |                 |

## 같이 보기
- SNH48
- BEJ48
- GNZ48
- SHY48
- CGT48
- IDOLS Ft